# Medinilla crassata
Medinilla crassata är en tvåhjärtbladig växtart som beskrevs av Adolph Daniel Edward Elmer. Medinilla crassata ingår i släktet Medinilla och familjen Melastomataceae. Inga underarter finns listade i Catalogue of Life.